# بيت الجشي
بيت الجشي أو بيت آل الجشي، هو منزل قديم يقع في محافظة القطيف، يتجاوز عمرة 400 عام. يتكون من خمسة أدوار، كانت تسكن فيه عدة عوائل، كل عائلة لها جزء من المنزل، حيث تجتمع الشقق في فناء واسع يتمركز في وسط المنزل. استمر العيش في البيت حتى بدايات القرن الحادي والعشرين.

## تفاصيل عن البيت
تضمن المسكن نقوش كتابية دينية، وزخارف نباتية، وزخارف هندسية، وزخارف على شكل مرشات الماء والبخور، يوجد في البيت العديد من الأقواس التي تعبر عن جمالية البناء. تدخل جميع العوائل الخمس من مدخل رئيس مشترك يمتاز بوسعه ورحابته. استخدم في تسقيف المسكن أسعف النخل. تم تصميم الدرج الداخلي بشكل حلزوني. كما اشتمل المسكن على مدخل لدخول السيارة بداخله. 